# Павлоградська загальноосвітня школа № 11
Павлогра́дська загальноосві́тня школа I—III ступені́в № 11 — навчальний заклад І-III ступенів акредитації у місті Павлоград Дніпропетровської області.

## Загальні дані
Павлоградська загальноосвітня школа I—III ступенів № 11 розташована за адресою: вул. Кільцева, 8, місто Павлоград (Дніпропетровська область)—51400, Україна.
Директор закладу — Уманська Тамара Оникіївна вчитель французької мови вищої категорії, вчитель-методист, нагороджена знаком «Відмінник освіти України», грамотою МОН України, нагороджена Ювілейним ордером кн.Володимира,депутат міської ради.
Мова викладання — російська.

## Історія
Дата народження школи 1 вересня 1985 року. Школа збудована за типовим проектом 224-1-142, розрахована на 1270 учнів. У 1995 році ЗОШ № 11 отримала статус загальноосвітньої школи з поглибленим вивченням іноземної мови. У 1998 році в школі з’явилась «Мерія»- орган шкільного самоврядування. Сьогодні в її стінах навчається 600 учнів. 1 вересня 2010 року школа відсвяткувала 25 річний ювілей. 
Мова навчання – російська. Але тут навчаються також англійської, французької, німецької мовам. У школі створено окремі класи з поглибленим вивченням іноземних мов, в яких запроваджено й також вивчення другої іноземної мови. Шкільна команда традиційно посідає призові місця в міській олімпіаді з іноземних мов.

## Сучасність
До послуг учнів 30 навчальних класів, 2 спортивні зали, 4 лінгафонних кабінети, комп'ютерний клас, 4 майстерні трудового навчання и тенісний зал.
Іноземна мова викладається з 2-го класу, у 5-му вводиться друга іноземна мова. Учні є постійними призерами олімпіад з іноземних мов. Для вирішення проблем виховання, взаємопорозуміння між учнями та батьками, учнями та вчителями створено кабінет психологічних консультацій, в якому практичний психолог надасть необхідну допомогу учням, батькам, вчителям в проблемних ситуаціях.
Особлива увага приділяється якісному навчанню українській мові, що підтверджується результатами ДПА та ЗНО. Школа пишається тим, що її учні постійно є призерами міжнародного конкурсу знавців української мови ім. П. Яцика.
У школі створено технологічні класи, учні яких одержують професійні знання на базі МНВК. Спектр спеціальностей враховує запити регіону та учнів: водій, оператор КН, кухар, слюсар, продавець, швачка, обліковець, секретар-референт, муляр.
Дуже важливим для сучасної людини є володіння інформаційними технологіями. Обладнано сучасний комп’ютерний клас, придбано мультимедійний проектор, введено експериментальний курс для початкової школи «Сходинки до інформатики».
Протягом декількох років у школі ведеться за згодою батьків курс «Христианская этика», мета якого сформувати систему життєвих координат підростаючої людини.